# Eduardo Peralta Labrador
Eduardo José Peralta Labrador (Santander, 1957) es un arqueólogo e historiador español, que ha centrado su obra en los pueblos prerromanos de la península ibérica, especialmente en los cántabros. Desde 2010 es miembro correspondiente de la Real Academia de la Historia.

## Biografía
Su padre era catedrático de Griego, lo que favoreció desde muy joven su interés por la historia. Tras finalizar sus estudios universitarios en la Universidad de Oviedo, se doctoró en Protohistoria y Arqueología en 1996 en la Universidad de la Sorbona de París. Su tesis doctoral, titulada La Cantabria prerromana, logró la máxima puntuación.
Ha centrado la mayoría de sus investigaciones en estudios arqueológicos sobre los territorios de los antiguos cántabros y su sometimiento por el Imperio romano, abriendo nuevas vías de investigación que han supuesto un notable avance en los conocimientos sobre la época. Dirige el proyecto guerras cántabras, siendo responsable de excavaciones en yacimientos recientemente estudiados, como el asedio de La Espina del Gallego, el castro de Iguña, el castro de Toranzo y el castro de Castillo en Cantabria, el castro de La Loma y el campamento romano del Monte Bernorio en Palencia, o el campamento de La Muela y el castro del Cerro de la Maza en Burgos.
También llevó a cabo un detallado estudio de la primera tésera cántabra conocida, una tésera de hospitalidad hallada en el yacimiento de monte Cildá, en Olleros de Pisuerga, Palencia. Ha realizado además uno de los estudios más importantes sobre el lábaro cántabro, su origen y significado. En 2017 lideró un equipo de arqueólogos que llevó a cabo una investigación que relacionaba el asedio al mítico monte Vindio con el macizo de Peña Prieta entre las provincias de Palencia y Cantabria.
Asimismo, preside el Instituto de Estudios Prerromanos y de la Antigüedad, formado por varios especialistas en protohistoria y romanización.
Es el autor de la obra Los cántabros antes de Roma, todo un tratado sobre los pueblos que habitaron Cantabria antes de su conquista por los romanos, así como de diversos trabajos y artículos sobre la Edad del Hierro en Cantabria y las Bellum Cantabricum.
Es académico correspondiente de la Real Academia de la Historia desde 2010.

## Libros
- Peralta Labrador, Eduardo (2003; 2ª Edición). Los cántabros antes de Roma. Cantabria: Real Academia de la Historia. ISBN 84-89512-59-0.

## Otros artículos
- Guerras cántabras en la montaña palentina: el asedio de La Loma. Revista de arqueología, ISSN 0212-0062, Año n.º 27, N.º 303, 2006, págs. 24-33
- El castro de Castillo (Prellezo, Val de San Vicente, Cantabria). Sautuola: Revista del Instituto de Prehistoria y Arqueología Sautuola, ISSN 1133-2166, N.º 11, 2005, págs. 95-105
- Cuestiones histórico-arqueológicas sobre el "Bellum Cantabricum" y el desembarco romano en la costa cántabra. Sautuola: Revista del Instituto de Prehistoria y Arqueología Sautuola, ISSN 1133-2166, N.º 10, 2004, págs. 85-130
- Los campamentos romanos de campaña (castra aestiva): evidencias científicas y carencias académicas. Nivel cero: revista del grupo arqueológico Attica, ISSN 1134-0320, N.º. 10, 2002, págs. 49-87
- Asedio romano frente a Santander: La revisión de las guerras cántabras. Historia 16, ISSN 0210-6353, N.º 286, 2000, págs. 10-24
- El asedio romano del Castro de la Espina del Gallego (Cantabria) y el problema de Aracelium. Complutum, ISSN 1131-6993, N.º 10, 1999, págs. 195-212
- Espina del Gallego: último baluarte de los cántabros. Revista de arqueología, ISSN 0212-0062, Año n.º 19, N.º 212, 1998, págs. 40-47
- Arqueología de las guerras cantábricas: un campo de batalla en las sierra de Iguña y Toranzo. Revista de arqueología, ISSN 0212-0062, Año n.º 18, N.º 198, 1997, págs. 14-23
- El ocaso cartaginés en España. Historia 16, ISSN 0210-6353, N.º 247, 1996, págs. 76-85
- La muerte de los Escipiones: La II Guerra Púnica en Hispania: años victoriosos para Asdrúbal Barca. Historia 16, ISSN 0210-6353, N.º 240, 1996, págs. 39-46
- La tésera cántabra de Monte Cildá (Olleros de Pisuerga, Palencia). Complutum, ISSN 1131-6993, N.º 4, 1993, págs. 223-226
- La conquista. Historia 16, ISSN 0210-6353, N.º 203, 1993, págs. 68-77
- La sublevación de Vercingétorix. Historia 16, ISSN 0210-6353, N.º 203, 1993, págs. 78-90
- Los Barca conquistan la Península. Historia 16, ISSN 0210-6353, N.º 190, 1992, págs. 42-56
- Augusto contra cántabros y astures. Historia 16, ISSN 0210-6353, N.º 185, 1991, págs. 54-62
- Cofradías guerreras indoeuropeas en la España antigua. El Basilisco: Revista de filosofía, ciencias humanas, teoría de la ciencia y de la cultura, ISSN 0210-0088, N.º 3, 1990, págs. 49-66
- Los hispanos de Aníbal. Historia 16, ISSN 0210-6353, N.º 173, 1990, págs. 45-54
- La fidelidad sagrada al caudillo de los guerreros indoeuropeos. Historia 16, ISSN 0210-6353, N.º 159, 1989, págs. 72-81